# غبار كوني
الغبار الكوني هو نوع من الغبار الموجود بالفضاء الخارجي. ويتكون من حبيبات مكونة من عدة جزيئات إلى حبيبات يبلغ مقاييسها 1و0 من المليمتر (في المتوسط 3و0 ميكرومتر). و هناك أنواع مختلفة من الغبار الكوني وهي تعتمد على مكان تواجده، فمنها ما يوجد في المجرات ومنها الغبار البين نجمي وهو ما يشكل السدم، والغبار بين الكواكب. وترجع أهمية الغبار الكوني إلى مساهمته في المراحل الأولية من تكون النجوم و النجوم ذات الكواكب مثل المجموعة الشمسية.
ويطلق على الذرات والجزيئات المنتشرة بين الكواكب والنجوم في المجرات اسم الغبار الكوني، وبتجمع الغبار الكوني في السدم تتكون النجوم في المجرات. ويتجلى دور السدم في تشكل النجوم في أن بإمكانها أن تتجمع جاذبيا مكونة نجما أو تجمعات نجمية تسمى ثريا (عنقود نجمي). ويرجح أن الشمس تكونت من سديم يحوي كمية كبيرة جدا من الغبار الكوني كافية لتكوين الشمس وتوابعها وبذلك تكونت المجموعة الشمسية، وأقترح كانت ولابلاس هذا المشهد لأول مرة في أواسط القرن الثامن عشر.

## أهمية دراسة الغبار الكوني

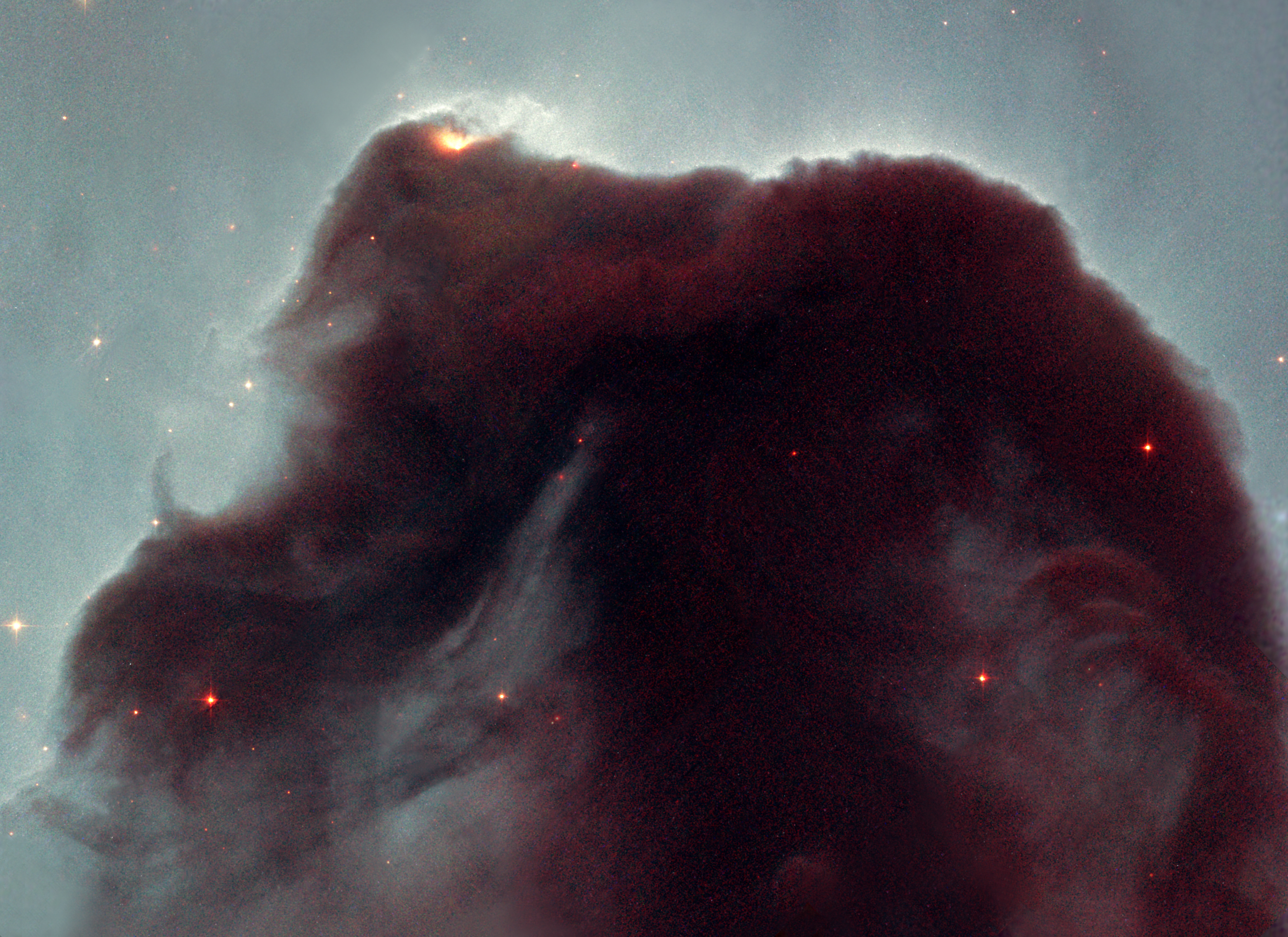
سديم رأس الحصان كما صوره تلسكوب هابل الفضائي.

كان الغبار الكوني في الماضي محيرا بالنسبة للفلكيين إذ انه يحجب ما خلفة من الأجرام السماوية. ثم بتطور علم الفلك بقياس الأشعة تحت الحمراء أصبح في إمكان علماء الفلك وسيله لرؤية تفاصيل الأجرام السماوية والظواهر الكونية المختفية خلف الغبار الكوني. إذ أن الغبار الكوني لا يمنع من مرور الأشعة تحت الحمراء من خلالها بسبب طول موجتها الطويلة نسبيا.
وعلى سبيل المثال فيمكن أن ينشأ الغبار الكوني نتيجة انفجار أحد النجوم بما يعرف بالمستعر عن نهاية عمره، أو يمكن أن يكوّن بالإضافة إلى الهيدروجين والهيليوم نجوما أو يكوّن كوكبا. ويعكس الغبار الكوني في مجرتنا الضوء وبصفة خاصة الغبار الموجود في حوصلتها المركزية، وهو يشكل حلقات المشتري وزحل وغيرها من الكواكب وهو جزء من المذنبات.

## تكوين الغبار الكوني
يختلف التركيب الكيميائي للغبار الكوني بحسب إغلب العناصر الموجودة في الغاز بين النجوم. ويمن تقسيمها كالآتي:
- السيليكات وبصفة خاصة البيروكسين Pyroxene) MgxFe1-xSiO3) والأوليفين Olivine ) Mg2xFe2(1-x)SiO4 ).

(مركبات تحتوي على الحديد والمغنسيوم والسيليكون).
- الكربون في صورة الجرافيت ويكون حُبيبِي الشكل.
- ثليج ويمكن ان يكون ثليج الماء أو ثليج ثاني أكسيد الكربون.

وشكل حبيبات الغبار الكوني بعيد عن الشكل الكري، ويمحتوي بنسبة 40 % على فراغات مسامية.
ويبلغ درجة حرارة الغبار ال
كوني في المتوسط بين 50 كلفن و 100 كلفن كما يمكن أن تصل درجة حرارة السحب الجزيئية بين 10 إلى 20 كلفن وهذه تشكل مناطق تكوين النجوم الجديدة. وتوجد سحب غبارية عاكسة للضوء كما في السدم تعكس ضوء النجوم القريبة منها.

## من مجهوداتناسا
اهتمت ناسا قبيل إرسال رواد الفضاء إلى الفضاء الخارجي بالتعرف على الغبار الجوي المحيط بكوكب الأرض وإذا كان هذا الغبار يشكل خطرا على حياة رواد الفضاء. لذلك أرسلت ناسا في أوائل الستينيات من القرن الماضي أجهزة لاصتياد عينات منها من محيط الأرض والعودة بها لدراستها. ثم قامت بعثات رواد الفضاء في اطار برنامج أبولو برحلاتها إلى الفضاء ورحلات الفضاء بدون أن يشكل ذلك الغبار خطرا على حياة الرواد. وينتمي إلى تلك المجهودات ما قام به كين ماتينجلي خلال رحلة أبولو 16.

## اقرأ أيضا
- أبراج التخليق
- منطقة هيدروجين II
- منطقة هيدروجين I
- وسط بين كوكبي
- ستاردست